# Lebensrückblickstherapie
Lebensrückblickstherapie ist eine Therapie mithilfe des Lebensrückblicks (life review), Erinnern  und Erzählen von bedeutsamen Lebenssituationen, erlebten Krisen, Konflikten und Erfolgen, um das gelebte Leben als Ganzes zu akzeptieren. Durch das Erinnern werden Ressourcen aktiviert für die Bewältigung aktueller Probleme und die Gestaltung des weiteren Lebens.
Lebensrückblickstherapie ist eine Kurzzeitpsychotherapie von etwa zehn bis zwanzig Sitzungen, in denen Erinnerungen stimuliert und angeleitet werden. Patienten werden unterstützt, eine kohärente Lebensgeschichte zu erzählen. Auswirkungen des gelingenden Lebensrückblicks sind Abnahme von depressiver Stimmung sowie Zunahme von Wohlbefinden und Selbstwirksamkeitserleben.
Als Biografiearbeit werden ähnliche Methoden in der Sozialarbeit (z. B. mit Adoptiv- und Pflegekindern, mit Jugendlichen) und in der Betreuung von Menschen mit beginnender Demenz angewendet.
Formen sowie Ziel- und Altersgruppen von Lebensrückblicks-Interventionen sind vielgestaltig. Als gemeinsamer Kern der Indikationen ist zu sehen: Der Lebenslauf einer Person wurde durch ein Lebensereignis, ein Trauma oder schwerwiegende altersbedingte Einbußen im normalen Verlauf erheblich gestört. Dadurch wurde auch die Identität der Person angegriffen. Durch einen Lebensrückblick werden negativ erinnerte Ereignisse neu bewertet, Ressourcen und Hoffnung aktiviert und die Identität wieder oder neu hergestellt.

## Einleitung
Robert Neil Butler machte 1963 die grundlegende Beobachtung, dass ältere Menschen ganz allgemein ein Bedürfnis nach Lebensrückblick haben, nach Bewertung und Bearbeitung von bisher ungelösten Konflikten. „Wie das Leben auch war, gegen Ende scheint bei vielen Menschen das Bedürfnis zu stehen, über das Leben nachzudenken, es aber vor allem auch wertzuschätzen: Das ganze Leben, trotz Widrigkeiten und Schicksalsschlägen auch im Positiven zu sehen und es als sinnvoll zu verstehen“ (Kast 2010, S. 15). „Die Lebensgeschichte kann als die Grundlage für das Formen der eigenen Identität gesehen werden; sie integriert vergangene Erlebnisse mit den Belangen der Gegenwart und den zukünftigen Zielen – im besten Falle in Form eines kohärenten Narrativs.“ In entwicklungspsychologischer Perspektive haben autobiografische Erinnerungen von älteren Personen die Funktion, „die Kontinuität des Selbst aufrecht zu erhalten“.
Bei spontanem Lebensrückblick im Alter ist davon auszugehen, dass Erinnerungen an unangenehme Ereignisse, unbewältigte Konflikte oder Rückschläge oft vermieden werden. Eine Autobiografie ist in der Regel kein Lebensrückblick im hier gemeinten Sinn, da bei ihr oft die Intention besteht, ein bestimmtes Bild von sich abzugeben oder Handlungen zu rechtfertigen; zudem können konfliktbezogene Erinnerungen ausgespart werden. Erzählungen folgen in der Regel einer Dramaturgie. „Die eigene Geschichte wird im Licht persönlicher Präferenzen und Aversionen dargestellt.“  Hingegen hilft ein therapeutisch angeleiteter Lebensrückblick einem Patienten, Zugang zu allen Erinnerungen zu erreichen, diese z. T. neu zu bewerten und seine Erzählkompetenz zu verbessern.

## Formen
Lebensrückblicks-Interventionen sind Maßnahmen in einem professionellen Setting, durch die Personen zu einem Lebensrückblick angeleitet werden. Sie arbeiten mit einer begrenzten Zahl von Terminen (zwischen 2 und 20). Unterschieden werden drei Formen:
Einfache Reminiszenz: Die Teilnehmer werden eingeladen, Erlebnisse aus ihrer Vergangenheit zu erzählen, häufig in Gruppen (z. B. in „Erinnerungscafés“), aber auch im Einzel-Gespräch. In der Regel werden Themen vorgegeben u. a. Feste, Feiertage, Kinderspiele, Rezepte. Der Erzählfluss wird unterstützt. Ziele sind eine allgemeine Aktivitätssteigerung, das Vermitteln von Erfolgserlebnissen beim Sich-erinnern-Können sowie das Sicherfreuen an positiven Erinnerungen. Ähnlich streben Oral-History-Projekte ein möglichst freies Erinnern und Erzählen über das Alltags-Leben an (s. a. Erzählcafé).
Lebensrückblick/Biografiearbeit: Bei älteren Menschen, die aktiviert werden sollen, die manifest depressiv sind oder von beginnender Demenz betroffen sind, wird in einer Reihe von Einzel-Sitzungen jeweils eine Lebensphase vorgegeben, aus der bedeutsame Handlungen und Erfahrungen erzählt werden sollen. Die Erinnerung wird durch konkrete Fragen stimuliert. Ziele sind: Wiederbeleben der persönlichen Lebensgeschichte, Bearbeitung ungelöster früherer Konflikte und Finden neuer Ansatzpunkte für Aktivitäten und Kommunikation. – Mit anderer Zielsetzung wird Biografiearbeit auch mit Kindern und Jugendlichen durchgeführt (s. u.).
Lebensrückblickstherapie: Diese Therapie wird angewendet bei in der Regel älteren Personen mit psychischen Störungen. Oft werden auch Elemente anderer Therapieformen einbezogen, etwa die kognitive Umstrukturierung aus der kognitiven Verhaltenstherapie. Besonders geht es darum, unter Anleitung und Stützung Erinnerungen an positive und negative Ereignisse zu aktivieren sowie Selbstreflexionen und Bilanzierungen zu formulieren.

## Ziele
Eine Lebensrückblickstherapie kann bei folgenden Krankheiten bzw. psychischen Störungen eingesetzt werden: Depression, Angststörung, Posttraumatische Belastungsstörung, Anpassungsstörung. Ziele sind:
1. Symptom-Besserung bei psychischen Störungen;
2. Zunahme des Wohlbefindens, Versöhnung mit dem gelebten Leben;
3. Bewältigung der gegenwärtigen Lebenssituation, Erschließen von Ressourcen.

## Psychische Funktionen in der Therapie
Der Lebensrückblick beinhaltet eine Reihe von psychischen Funktionen, die je nach Problemsituation in unterschiedlicher Weise beteiligt sind.
(1) Gedächtniselaboration: Die Zugänglichkeit von Erinnerungen aus dem episodischen bzw. autobiografischen und aus dem nicht-deklarativen Gedächtnis wird gefördert. Positive und negative, ggf. traumatisierende Lebensereignisse sollen detailliert erzählt werden. Dabei sollen die damaligen Emotionen und Sinneseindrücke wiedererlebt werden. Kern ist das mehrfache Durchsprechen von Details eines belastenden Ereignisses. Mit dem ausführlichen, ggf. wiederholten Erzählen reduzieren sich die physiologische Erregung und die emotionale Beteiligung (Habituation).
(2) Bilanzierung, Integrieren: Die Aktivierung positiver Erinnerungen ermöglicht es, sich selbst differenzierter, mitfühlender und realistischer zu sehen. Durch Verknüpfung der positiven und negativen Erinnerungen sowie durch Neubewertungen soll eine kohärente persönliche Lebensgeschichte mit einer „wenig konfliktiven Selbstsicht“ erreicht werden. Erinnerungen an kritische Ereignisse oder Verluste werden weniger belastend.
(3) Sinngebung, Sinnfindung: „Nach einem kritischen Lebensereignis haben Menschen das Bedürfnis, diesem einen Sinn zu geben.“ Sie haben den Wunsch, neben der Tragik und dem Schmerz auch subjektiv positive Veränderungen in der Folge des Ereignisses und/oder der Bewältigungsanstrengungen zu erleben. Eine Person entdeckt z. B., dass sie aus einem schwierigen Lebensereignis etwas Wertvolles gelernt hat. Die Sinngebung dient der Einbettung eines erlebten Traumas in die persönliche Geschichte.
(4) Ressourcenaktivierung: Durch Erinnerungen an gemeisterte Herausforderungen sowie durch Neubewertungen werden Ressourcen aktiviert, um Unerledigtes bearbeiten, aktuelle Probleme bewältigen oder soziale Aktivitäten unternehmen zu können. Für die Zukunft werden veränderte Perspektiven und neue Ziele gefunden sowie Motivation entwickelt. Die Selbstwirksamkeitserwartung nimmt zu.
(5) Stärkung der Identität. Mit fortschreitender Abnahme des Gedächtnisses gehen einer demenzkranken Person sowohl die Orientierung in der jeweiligen Situation als auch die Einheit des Selbsterlebens verloren. Das noch erhaltene biografische Wissen soll gezielt reaktiviert und geübt werden, um das Gefühl der Identität zu erhalten („Erinnerungstherapie“). – Bei jüngeren Personen stützt Biografiearbeit Bildung und Festigung der Identität.
(6) Scham- und Schuld-Erleben bearbeiten: Die Erinnerung an Situationen, in denen man sich geschämt hat, wird oft vermieden. Sie gehört aber zum Lebensrückblick. Eigenes schuldhaftes Handeln oder moralisches Versagen können lebenslang belasten. Scham- und Schuld-Erleben werden in der Lebensrückblickstherapie bearbeitet, z. B. durch kognitive Umstrukturierung und Bereuen.
(7) Zeugnis ablegen: Oft wird ein Dokument erstellt. Dieses dient als Erinnerungshilfe für einen selbst, als Vermächtnis für den Partner oder die Nachkommen oder als Zeugnis eines erlittenen Unrechts für eine ausgewählte Öffentlichkeit, z. B. eine Menschenrechts-Organisation. Zeugnisablegen entspricht dem Bedürfnis einer Person, der ein Unrecht zugefügt wurde, dass dieses von der Gesellschaft oder/und von Bezugspersonen nicht mehr geleugnet, sondern anerkannt wird.
(8) Soziale Funktion: Das Mitteilen von Lebens-Erinnerungen hat wichtige zwischenmenschliche Funktionen. Es ist eine Form der Selbstenthüllung, um Interesse und empathische Reaktionen von Zuhörenden zu erlangen und soziale Beziehungen zu stärken.

## Ansätze

### Therapie nach Maercker
Andreas Maercker (2013) veranschlagt in seiner Therapieform insgesamt 10 – 15 Sitzungen. In der Vorbereitungsphase erfolgen Psychologische Diagnostik, Psychoedukation über das therapeutische Vorgehen sowie der Aufbau der therapeutischen Beziehung.
In der mittleren Phase wird jedes gewählte Lebensalter in einer in sich abgeschlossenen Form in mindestens einer Sitzung besprochen. Der Therapeut stellt aktiv Fragen, um Erinnerungen anzuregen und um den Ausdruck von Gefühlen, Sinneseindrücken und Bewertungen zu fördern, die mit den erinnerten Erlebnissen verbunden waren oder sind (5 – 8 Sitzungen). Mögliche Themen sind: Ursprungsfamilie, Schule und Erziehung, Wahrnehmung der Kohorte (Gleichaltrige), sexuelle Entwicklung, Partnerschaften und Ehen, Kinder, Berufsbiographie, Wahrnehmung von ethnischer Zugehörigkeit, Geschlecht und sozialer Klasse, Körperbild und körperliche Veränderungen, religiöse und spirituelle Entwicklung bzw. Weltsicht, Erfahrungen mit dem Tod, Sicht der Zukunft, Freundschaften.
In der Abschlussphase geht es um eine allgemeine Bewertung und Bilanzierung des bisherigen Lebens sowie um Integrierung und Sinnfindung. Der Patient hat Anregungen erhalten, wie es ihm gelingen kann, seine Biografie anzunehmen. Wichtig ist auch ein Ausblick auf die Zukunft und auf die weiteren Ziele. – Wenn die Problematik bzw. Symptomatik sich in diesem Setting nicht ausreichend gebessert hat, wird eine weiterführende Psychotherapie empfohlen.

### Therapie nach Kast
Lebensrückblickstherapie ist nach Kast (2010) eine „Fokaltherapie auf psychodynamischer Grundlage für ältere Menschen.“ Entsprechend ihrer begrenzten Zielsetzung umfasst sie etwa 10 – 20 Sitzungen. Anlässe, aufgrund derer Menschen diese Therapie aufsuchen, sind z. B. der Verlust des Lebenspartners oder eine frühere Problemsituation, die noch im Alter belastend wirkt. Das therapeutische Vorgehen umfasst u. a. das Stimulieren lebendiger Erzählungen, in denen die Gefühle aus den damaligen Situationen wieder erlebt werden. Durch Erzählen gelungener Episoden aus der „Freudenbiografie“ (S. 75) verbessern sich die aktuelle Stimmung und die Selbstakzeptanz des Patienten. Er kann auch persönliche und spirituelle Erfahrungen in Resonanz zu Literatur, Kunst, Musik, Religion einbringen.
Erinnerungen sind nicht selten schambesetzt, wodurch der Lebensrückblick lückenhaft ausfallen kann oder abgebrochen wird. Eine Person erlebt Scham, wenn sie mit dem „kritischen Blick [einer anderen Person] identifiziert ist.“ Nach der Auseinandersetzung mit dem Schamerleben kann das eigene Bemühen von damals wahrgenommen und akzeptiert werden; das gesamte Leben wird freundlicher betrachtet. „Damit wird es möglich, auch unsere Schattenseiten [s. Schatten] zu sehen – im Rückblick – und sie anzuerkennen“ (S. 126 ff). „Schuldgefühle weisen darauf hin, dass wir etwas wiedergutmachen müssen, dass wir für das Thema, das zur Auseinandersetzung geführt hat, Verantwortung übernehmen müssen. […] Es liegt Würde darin, wenn wir Menschen zu Fehlern, die wir gemacht haben, stehen. Sicher, wir werden sie bereuen, wir werden gutmachen, wenn es geht: Aber es ist so. Keine Ausreden, keine Beschönigungen, aber auch keine Zerfleischung.“ Im Lebensrückblick geht es darum, Entscheidungen, die man bedauert, aus der Situation zu verstehen, in denen sie entstanden sind, nicht aus der aktuellen Situation (S. 144 ff).
Ein bedeutsames Thema des Lebensrückblicks ist Dankbarkeit. Je mehr eine Person Dankbarkeit mobilisiert und empfindet, umso mehr kann sie ihr gelebtes Leben wertschätzen. „Das Wahrnehmen der Dankbarkeit, das Ausdrücken der Dankbarkeit, bringt uns dazu, das Leben, auf das wir zurückblicken, auch als reich zu erfahren und die Zukunft, vor der wir stehen, als immer noch voll Möglichkeiten für Erfüllung verschiedenster Art“ (S. 155).

### Therapie nach Haight & Haight
Ausgehend von der Interpretation Butler's haben Haight & Haight eine strukturierte Vorgehensweise des Lebensrückblicks entwickelt (structured life review). Sie legen dem Lebensrückblick die acht Phasen der Persönlichkeitsentwicklung nach Erik H. Erikson (1950) zugrunde. Die Entwicklungsaufgabe zum Ende des Lebens besteht danach darin, „Integrität“ zu erreichen und „Verzweiflung“ zu überwinden. Im Lebensrückblick sollen die Patienten über ihr Leben sprechen von der frühen Kindheit bis zur Gegenwart. Die Biografie wird in vier Abschnitte eingeteilt: Frühe Kindheit, Familie und Zuhause; Adoleszenz; junges Erwachsenenalter; späteres Erwachsenenalter. Diese werden in je einer Sitzung behandelt. Es wurde ein ausführlicher Fragenkatalog erstellt, der vom Therapeuten in Anpassung an die vom Patienten vorgebrachten Inhalte flexibel gehandhabt werden soll. In zwei abschließenden Sitzungen geht es um Zusammenfassung und Bewertung des gelebten Lebens im Sinne Eriksons. „Bewertung ist der Schlüssel zu Versöhnung und Akzeptanz, und Akzeptanz ist der Schlüssel, um Integrität zu erreichen.“

## Wirksamkeit
In der Metaanalyse von Pinquart & Forstmeier (2013) wurden 128 Interventionsstudien berücksichtigt. Die Teilnehmer wurden einer Lebensrückblicks-Behandlung (alle drei Interventions-Formen) oder einer Kontrollgruppe (Wartegruppe oder Placebo-Intervention) zugeteilt (s. Psychologisches Experiment). Im Vorher-Nachher-Vergleich finden sich signifikante und bedeutsame Effektstärken (ES ≥ 0,40) bei den Testwerten für Depression und „Ich-Integrität“ sowie für „positiver Affekt“, Lebenssinn, Selbstwirksamkeit und „Vorbereitung auf den Tod“. Bei Follow up-Studien mindestens sechs Monate später weisen „Depression“, „Ich-Integrität“ und „Vorbereitung auf den Tod“ mittlere Effektstärken (ES ≥ 0,50) auf. Besonders wirksam sind die Interventionen für Personen mit Depression und mit chronischen körperlichen Krankheiten (Effektstärken um ES = 1,0). Betrachtet man die Lebensrückblickstherapie alleine, an der „per Definitionem Personen mit psychischen Störungen teilnehmen“, so betragen die Effektstärken für „depressive Symptome“ ES = 1.28 im Posttest und ES = 1.67 im Follow up. Lebensrückblickstherapie ist demnach eine wirksame therapeutische Intervention für Patienten mit depressiven Symptomen.

## Therapie für einzelne Zielgruppen

### Narrative Expositionstherapie
Die Narrative Expositionstherapie NET (Neuner, Schauer & Elbert 2013) ist eine spezifische Psychotherapie für Überlebende von schweren mehrfachen oder anhaltenden Traumatisierungen. Wie bei der Lebensrückblickstherapie wird der gesamte bisherige Lebenslauf des Patienten mit „den prägenden Erlebnissen“ positiver und belastender Art erhoben; die „Blüten“ und „Steine“ werden in einer „Lebenslinie“ angeordnet. Wie bei trauma-fokussierten Therapien erfolgt – nach umfangreicher therapeutischer Vorbereitung – die Exposition, d. h. der Patient wird mit der traumatisierenden Situation in Erinnerung und Vorstellung konfrontiert, indem er unter genauer therapeutischer Anleitung ausführlich davon erzählt (Narration). Im Laufe der narrativen Exposition steigen die emotionalen Reaktionen, Erregung und Ängste des Patienten zunächst an, erreichen einen Höhepunkt und nehmen dann ab (Habituation). Die Patienten werden ruhiger, und es stellt sich eine Erleichterung ein. Von jeder Sitzung wird durch den Therapeuten ein schriftliches Dokument erstellt, das in der folgenden Sitzung vorgelesen und ggf. korrigiert wird. Die Therapie dauert ca. 15 – 20 Sitzungen. Das Gesamt-Dokument wird von Therapeut und Patient unterzeichnet und letzterem ausgehändigt, zur evtl. Weitergabe. – Für die „Behandlung von seelisch erkrankten Kindern infolge organisierter oder häuslicher Gewalt“ wurde die Narrative Expositionstherapie weiterentwickelt zu „KIDNET“.

### Therapie für Holocaust-Überlebende
Forstmeier, Maercker, van der Hal-van Raalte & Auerbach (2014) legen ein Konzept vor für eine Lebensrückblickstherapie mit Holocaust-Überlebenden, die sechs Module in insgesamt ca. 20 Sitzungen umfasst. Zielgruppe sind Überlebende, die im Alter psychiatrische Symptome entwickeln oder bei denen sich diese verstärken. Eine vergleichbare Lebensrückblickstherapie für ältere Personen mit (kriegsbedingten) Traumatisierungen in der Kindheit haben Christine Knaevelsrud, P. Kuwert und Maria Böttche (2013) vorgestellt (Integrative Testimonial Therapie ITT). Diese Therapie erfolgt in schriftlicher Form über das Internet (Lebenstagebuch).

### Therapie für Adoptiv- und Pflegekinder
Eine besondere Art des Lebensrückblicks stellt die Biografiearbeit mit Adoptiv- und Pflegekindern dar (Wiemann 2011). Für diese ist die Trennung von ihren leiblichen Eltern immer ein sehr belastendes Lebensereignis. „Biografiearbeit ist eine wirkungsvolle Möglichkeit, bei Kindern und Jugendlichen ein positives Selbstkonzept zu fördern und somit zur psychischen Widerstandsfähigkeit (Resilienz) beizutragen“. Als Ergebnis soll eine Dokumentation, ein „Lebensbuch“ entstehen, also ein Bilderbuch bzw. bei älteren Kindern ein Schnellhefter mit Urkunden, Briefen, Fotos, gemalten Bildern und Texten. Inhaltlich geht es zunächst um die Lebensgeschichte bis zur Trennung und die Gründe der Trennung. Dann werden das gegenwärtige alltägliche Leben beschrieben sowie die eigene Person mit Aussehen, Interessen und Fähigkeiten. Die Beziehungen zu den „seelisch-sozialen Eltern“ und den leiblichen Eltern sowie die rechtlichen und finanziellen Gegebenheiten werden formuliert. Weiterhin drückt das Kind Vorstellungen für seine Zukunft aus. „Das Kind benötigt eine erwachsene Bezugsperson, die ihm eine Erklärung (»Übersetzung«) des elterlichen Verhaltens anbietet, die die Begrenzung der leiblichen Eltern achtet und betrauert“. Die Biografiearbeit wird überwiegend als Einzelfallarbeit durchgeführt, ca. eine halbe Stunde pro Woche, Gesamtdauer ein halbes Jahr bis zu einem Jahr.

### Therapie bei Anpassungsstörungen
Bei schwerwiegender Belastung, einem kritischen Lebensereignis oder einer Lebenskrise kann eine Anpassungsstörung eintreten, wenn eine Person vulnerabel oder soziale Unterstützung nicht ausreichend vorhanden ist. Typisch sind depressive und/oder ängstliche Symptome. Anpassungsstörungen können mit einer Lebensrückblickstherapie behandelt werden, wobei es einerseits um die Gedächtniselaboration hinsichtlich des kritischen Ereignisses geht, andererseits um Akzeptierung, Integration, Ressourcenaktivierung und Sinnfindung. Behandlungen wurden durchgeführt bei z. B. folgenden Ereignissen: bevorstehende Operation, Schlaganfall, Betreuung/Pflege eines behinderten oder psychisch kranken Familienmitglieds (s. Pflegende Angehörige), Verlust einer nahestehenden Person, Leben mit einer Krankheit, die zum Tode führt (s. u.).

### Therapie für Demenzkranke
In modifizierter Form kann der strukturierte Lebensrückblick von Haight & Haight auch bei Menschen mit beginnender Demenz angewendet werden. „Es ist für Menschen mit Demenz wichtig, Probleme aus der Vergangenheit zu lösen, solange noch einige ihrer kognitiven Funktionen erhalten sind. Wer noch ungelöste Probleme im Leben hat und außerdem an einer fortschreitenden Demenzerkrankung leidet, kann im Laufe der Zeit mehr Problemverhalten zeigen, wenn diese Schwierigkeiten im Lebensrückblick nicht identifiziert und ausgesöhnt wurden“ (S. 147). Bei Personen mit fortgeschrittener Demenz ist eine Lebensrückblicks-Intervention nicht mehr möglich. Erinnerungsfragmente sind aber vorhanden. Biografische Informationen, etwa von seiten der Angehörigen, sind daher im Rahmen der Pflege (s. Demenz, Abschnitt Biografiearbeit) sowie bei der Methode der Validation nach Naomi Feil wertvoll.

### Würdetherapie
Für Menschen, die an einer terminalen Krankheit leiden und ihren Tod vor Augen haben, wurde als spezifische Form einer Lebensrückblickstherapie die Würdetherapie entwickelt (dignity therapy; Chochinov u. a. 2011). Sie gibt diesen Patienten eine Möglichkeit, die Dinge, Ereignisse und Handlungen ihres Lebens zu überdenken und weiterzugeben, die höchste Bedeutung für sie haben oder von denen sie besonders wünschen, dass sie in der Erinnerung ihrer Angehörigen bestehen bleiben. Von den drei bis vier Sitzungen wird ein „Generativitäts-Dokument“ erstellt und in mehrfacher Ausfertigung dem Patienten überreicht, der es Personen seiner Wahl übergeben oder hinterlassen kann.